# Kluczowa
Kluczowa (niem. Kleutsch) – wieś w Polsce położona w województwie dolnośląskim, w powiecie ząbkowickim, w gminie Ząbkowice Śląskie.

## Podział administracyjny
W latach 1975–1998 miejscowość administracyjnie należała do województwa wałbrzyskiego.

## Położenie
Na wzgórzu obok wsi znajduje się źródło rzeki Piławy, będącej dopływem Bystrzycy.

## Zabytki
Do wojewódzkiego rejestru zabytków wpisany jest:
- zespół pałacowy, z XVI-XIX w.:
  - pałac[6]
  - park